# Шишкине (Євпаторійський район)
Ши́шкине (до 1948 року — Найдорф; крим. Naydorf, їд. נייַ דאָרף) — село Євпаторійського району Автономної Республіки Крим.
Відстань від райцентру до населеного пункта становить 18 кілометрів по прямій.
У 2023 році у проєкті Постанови Верховної Ради України «Про перейменування деяких населених пунктів Автономної Республіки Крим» село запропоновано перейменувати на Найдорф.